# Tynnered
wTynnered är en stadsdel i Göteborg.

## Kommunal indelning
Tynnered är uppdelat i primärområdena Bratthammar, Grevegården, Guldringen, Kannebäck och Skattegården, vilka ingår i stadsområde Sydväst. Stadsdelen Tynnered har en areal på 297 hektar. Den var fram till den 1 januari 2011 ett eget stadsdelsnämndsområde.

## Ortnamnet
Namnet syftade ursprungligen på en by och är första gången skriftligt belagt 1550. Innebörden hos förleden "Tynne-" är oklar, men "-red" betyder "röjning" och visar att det är ett medeltida kolonisationsnamn.

## Bostadsområden
Göteborgs stads bostadsaktiebolag byggde 1 041 lägenheter i Tynnered 1964–1967. De flesta bostadshus i norra Tynnered är trevåningshus. Dessa bostadshus byggdes vid 1960-talet, med hjälp av miljonprogrammet. Stora satsningar har gjorts för att bygga nya bostads- och hyresrätter i området och att modernisera befintlig bebyggelse. Opaltorget, områdets lokala torg, utsågs till Göteborgs fulaste torg år 2014 och har därför varit en central del av nybyggnationen[källa behövs]. På framtidens Opaltorg ska ett nytt stadsdelstorg växa fram med bland annat 1 050 nya bostäder, nya butiker, stadsdelskontor, två nya förskolor, vårdcentral, en ny Opalkyrka och en ny park. Syftet med de stora satsningarna är främst att öka tryggheten i området.

## Kommunikationer
Spårvägslinjen mellan Frölunda Torg och Opaltorget utgör jämte flera busslinjer kollektivtrafiken i stadsdelen. Det finns tre spårvagnshållplatser i Tynnered: Briljantgatan, Smaragdgatan och Opaltorget. Opaltorget har vändslingor, var sin för de båda linjerna.
Stombusslinje 50 ger snabba förbindelser mellan Norra Tynnered och centrala Göteborg. Linjen har i Tynnered hållplatserna Smyckegatan, Bergkristallgatan och Beryllgatan. Andra busshållplatser i Tynnered är Björkhöjdsgatan, Grevegårdsvägen och Östes gata.

## Utbildning
Tynneredsskolan, med låg-, mellan- och högstadium, ligger vid Safirgatan och stod klar 1968 efter ritningar av White arkitekter.
Övriga skolor i Tynnered:
- Högensskolan, lågstadium
- Vättnedalsskolan, låg- och mellanstadium
- Ängåsskolan, låg- och mellanstadium
- Åkeredskolan, låg- mellanstadium
- Näsetskolan, låg- och mellanstadium
- Grevegårdsskolan, låg- och mellanstadium
- Kannebäcksskolan, låg- och mellanstadium
- Frejaskolan, låg-, mellan- och högstadium
- Drakbergsskolan, låg-, mellan- och högstadium
- Önneredsskolan, låg-, mellan- och högstadium

## Kriminalitet
Delar av Tynnered, inklusive Opaltorget, klassades 2017 av Polisen som särskilt utsatt område, vilket definieras som ett område där kriminella har en inverkan på lokalsamhället och situationen innebär att det är svårt eller nästintill omöjligt för polisen att fullfölja sitt uppdrag. 2021 omklassades Tynnered från särskilt utsatt område till riskområde.

### Skönlitteratur
- Sandén, Salka (2007). Deltagänget. Stockholm: Vertigo. Libris 10415811. ISBN 9789185000074 - Självbiografisk skildring där författaren växer upp i 1980-talets Tynnered.